# Mięśnie podżebrowe

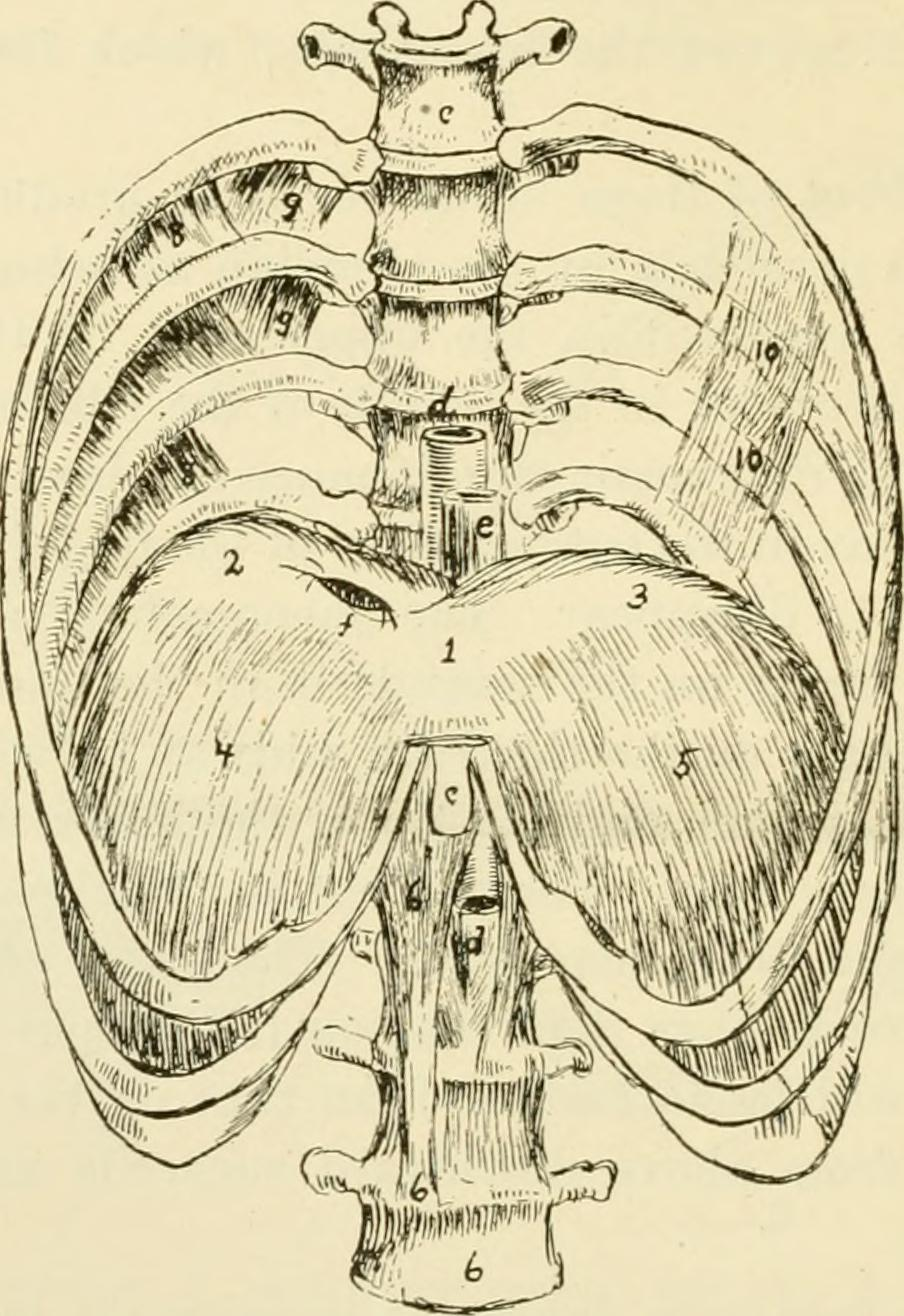
Mięśnie podżebrowe oznaczone numerem 10.

Mięśnie podżebrowe (łac. musculi subcostales) – w anatomii człowieka płaskie, cienkie pęczki mięśniowe o trójkątnym kształcie, zaliczane do grupy głębokich (właściwych) mięśni klatki piersiowej. Dobrze wykształcone sa zazwyczaj tylko w dolnej części klatki piersiowej. 
Przebiegają ukośnie po wewnętrznej stronie żeber, biorąc początek przy ich kątach, i przyczepiają się o 2–3 żebra poniżej. Włókna mięśniowe układają się równolegle do włókien mięśni międzyżebrowych wewnętrznych, biegnąc od góry i przodu ku dołowi i tyłowi. Podobnie jak mięśnie międzyżebrowe, unerwione i unaczynione są przez nerwy międzyżebrowe, tętnice międzyżebrowe i żyły międzyżebrowe, przebiegające między warstwami mięśni w przestrzeniach międzyżebrowych.
Są mięśniami szczątkowymi, bardzo zmiennymi, o małym znaczeniu funkcjonalnym, prawdopodobnie przyczyniają się do opuszczania żeber, stanowiąc mięśnie wydechowe.